# Ptilope à diadème
Ptilinopus regina
Espèce
Statut de conservation UICN

 LC  : Préoccupation mineure
Le Ptilope à diadème (Ptilinopus regina) est une espèce d'oiseau de à la famille des Columbidae.

## Description

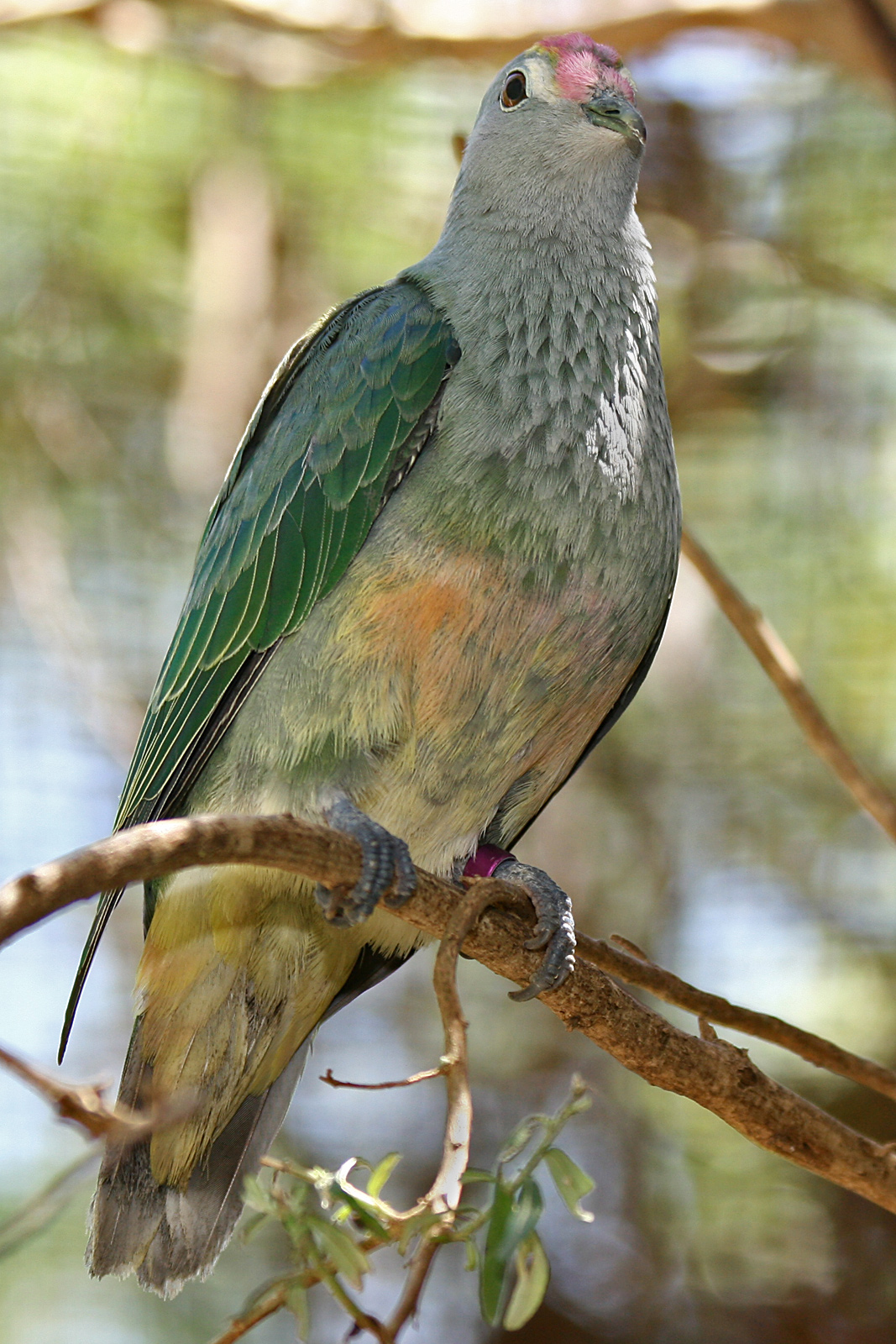
Ptilope à diadème

C'est un pigeon de taille moyenne, mesurant jusqu'à 22cm de long, de couleur essentiellement verte avec la tête et la poitrine grise, le ventre orange, la gorge blanche, l'iris jaune-orange et le bec et les pattes vert grisâtre. Il a une couronne rose-rouge bordée de jaune. La sous-espèce indonésienne, P. r. xanthogaster a une couronne blanche et tête et la poitrine gris pâle. Les deux sexes sont semblables. Les jeunes ont une couronne et un plumage vert.

## Distribution
Cet oiseau peuple les forêts denses du nord et les forêts tropicales des plaines de l'est Australie, les petites îles de la Sonde et le sud-est des Moluques.

## Alimentation
Le régime alimentaire se compose principalement de fruits, de palmistes et de baies.

## Reproduction
La femelle pond généralement un seul œuf blanc.

## Sous espèces

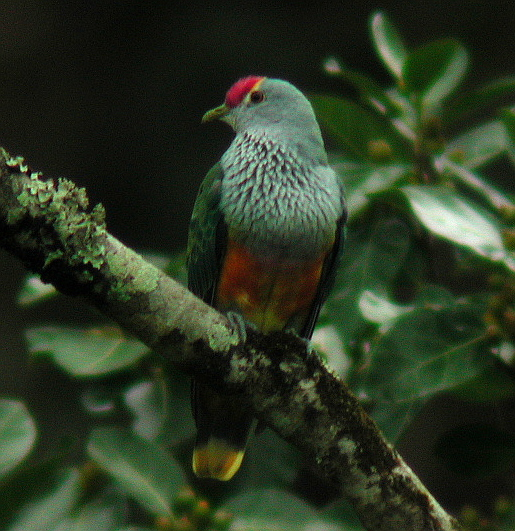
Dayboro (Australie)

Selon la classification de référence du Congrès ornithologique international (15.1, 2025) il se répartit en cinq sous-espèces :
- P. r. ewingii Gould, 1842 — est de l'Australie ;
- P. r. flavicollis Bonaparte, 1855 — petites îles de la Sonde ;
- P. r. regina Swainson, 1825 — nord de l'Australie;
- P. r. roseipileum Hartert, 1904 — îles de la Sonde orientaux ;
- P. r. xanthogaster (Wagler, 1827) — îles de la mer de Banda.